# Belén de Tirisiti

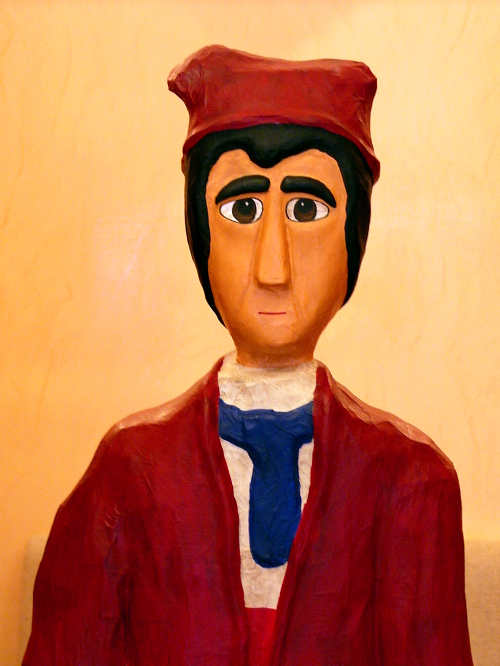
Tirisiti

El Belén de Tirisiti (en valenciano Betlem de Tirisiti) es un montaje teatral con títeres de palo que se realiza en la ciudad de Alcoy (Alicante, España) durante la época navideña. La obra teatral es Bien de Interés Cultural desde 2002.

## Historia

### Origen y primeras representaciones (1870–1920)
Entre 1870 y 1880 existían tres empresas familiares en la población de Alcoy que competían entre ellas para ofrecer el mejor espectáculo teatral de títeres para el público familiar durante las fechas navideñas. En estas representaciones se mostraba escenarios costumbristas locales y tradiciones festivas relacionadas con la población. Ya en la década de 1920, las representaciones teatrales con títeres fueron retirándose hasta que José Esteve Carbonell, conocido como el betlemero, compró todos los teatros de títeres locales. La familia de José Esteve recopiló los escenarios y diferentes títeres para hacer dos funciones diferentes. A finales de la década fusiona las dos representaciones teatrales en una conocida ya como Belén de Tirisiti.

### Primeras evidencias documentales y cambios políticos (1925–1950)
La primera documentación teatral en el archivo municipal data del 16 de noviembre de 1925 en el que se solicita levantar un barracón para la representación del Belén en la plaza del Maestro Jordá, actual plaza del Fossar entre el 17 de diciembre de 1925 y 10 de enero de 1926. Durante la Segunda República española y posterior guerra se incluyeron símbolos de actualidad como el Himno de Riego o la bandera republicana.

### Restauraciones y declive temporal (1950–1967)
Tras la guerra civil el Belén de Tirisiti fue representado en el antiguo edificio de Telefónica o en el Cine Avenida. En los años 50 la representación teatral pasa a manos de Rafael Coloma, fundador del periódico local Ciudad de Alcoy. Rafael Coloma restauró todas las figuras primitivas y sus decorados. A lo largo de los años pasa por diferentes propietarios hasta que cae en el olvido desde 1961 hasta 1967, años en los que no hubo representación alguna.

### Recuperación popular y nuevas compañías (1968–1988)
El espectáculo volvió en 1968 gracias a la familia de José Peidro que recuperó las marionetas de palo y sus escenarios para ser representados en la antigua escuela de Ribera ubicada en la calle Casa Blanca. Durante los años 1971 y 1972 no hubo representaciones. En 1973, la Asociación de Amigos y Damas de los Reyes Magos, quienes también se encargaron de organizar durante muchos años la Cabalgata de Reyes Magos de Alcoy, se encargaron de la organización del belén. José Peidro ayudó a la asociación a llevar a cabo esta tarea. Para esta ocasión las representaciones fueron en unos locales ubicados en la Plaza de Dentro. Alejandro Soler restauró las figuras más dañadas. El material se guardaba en un edificio de la calle San Juan, el cual se derrumbó destruyendo todas las figuras originales y el decorado. Alejandro Soler reconstruyó todo el decorado y rehízo las figuras para que pudiera ser representado en 1975, esta vez en la Casa de Cultura ubicado en la calle Casa Blanca. También se hicieron representaciones en los locales sindicales en la avenida de la Alameda. A principios de la década de 1980 José Peidro se retiró y la obra pasó a manos de la compañía Diamante y Rubí de Alberto Díaz de la Quintana. En esta nueva etapa se montó el barracón en el paseo Cervantes, en el colegio de las Paulas o en bajos comerciales.

### Profesionalización institucional y reconocimiento (1989–presente)
En 1989, el ayuntamiento de Alcoy recupera el Belén de Tirisiti y encarga a la compañía de teatro La Dependent sus representaciones. Hasta 1989 las representaciones se hacían de forma oral sin ningún tipo de texto. Actualmente existe un guion que incluye pequeñas modificaciones cada año. Para 1990 se creó un barracón de madera, diseñado por Manuel Vidal, que fue instalado en la Plaza de Dentro. Alejandro Soler restauró de nuevo los títeres y se recuperó la música tradicional navideña local. El nuevo barracón fue trasladado más tarde al parque de la Glorieta. En 2006 el belén fue trasladado al Teatro Principal desde donde actualmente se representa el belén, primero a los colegios y luego durante toda la Navidad al resto de público.
El 26 de noviembre de 2002 fue declarado Bien de Interés Cultural por la Generalidad Valenciana y recibió la Alta distinción de la Generalidad Valenciana al Mérito Cultural en 2004. En 2024 recibió el Premio de Patrimonio de la Unión Internacional de la Marioneta 2024-2025 por la contribución a la conservación de este patrimonio.

## Obra

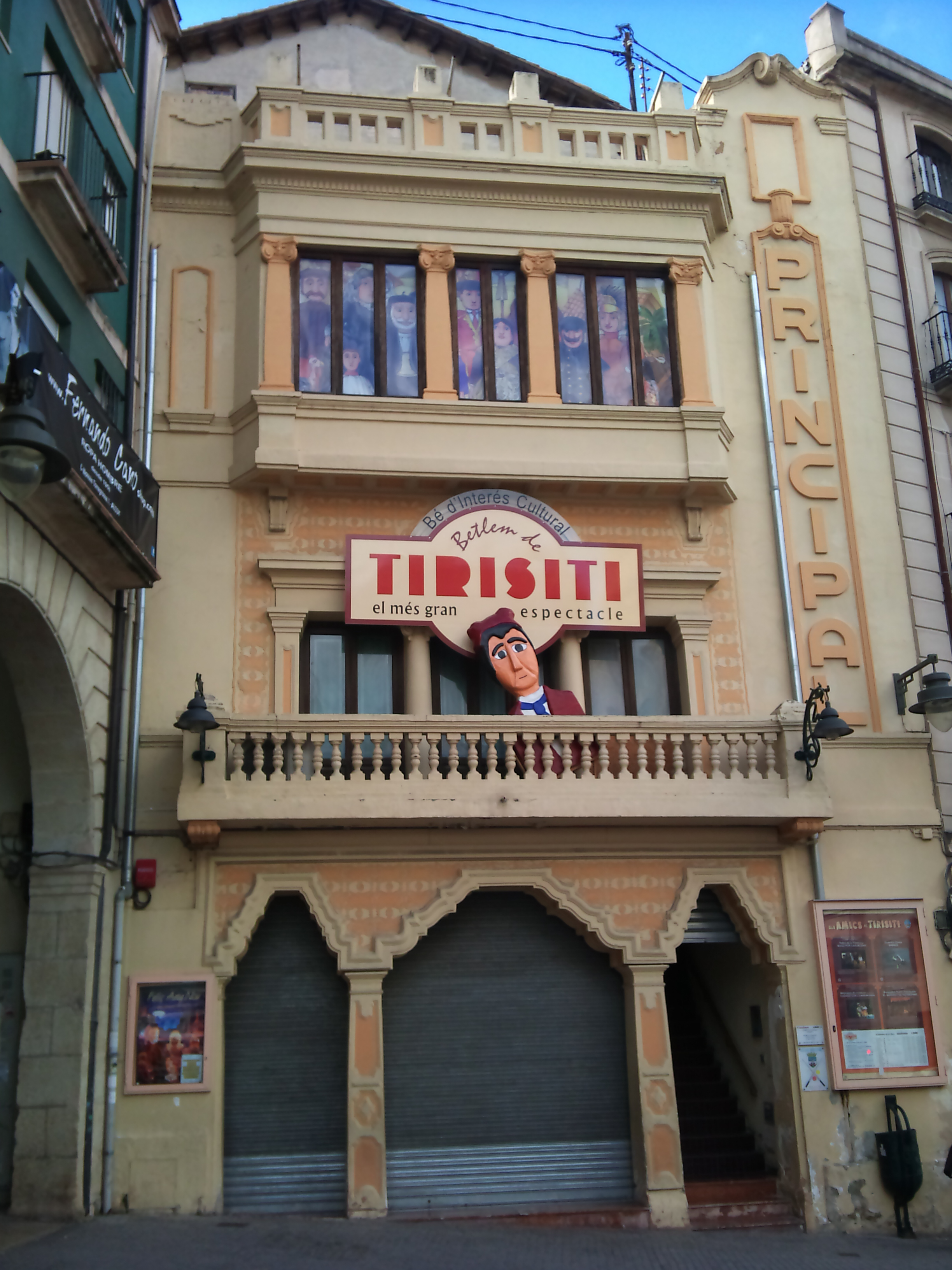
Teatro Principal donde se representa la obra

La representación del Belén de Tirisiti consta de 2 actos diferenciados con una duración aproximada de 30 minutos. En cada acto la narradora cuenta la historia e interactúa con los personajes de la obra y con el público. La narradora también reproduce el mismo texto de los personajes para que el público pueda entenderlos ya que utilizan lengüeta para hablar. Durante la obra se interpretan diferentes villancicos populares y música hecha específicamente para esta representación como Barrabàs o A la run run.

### Parte sacra
Tras una presentación, la primera parte consta del pasaje bíblico con el nacimiento de Jesús de Nazaret. En esta parte el personaje principal Tirisiti aparece como posadero. El resto del acto muestra la adoración de los pastores, la adoración de los Reyes Magos y la huida a Egipto de la Sagrada Familia. A este primer acto se le denomina parte sacra. Este acto se representa mayoritariamente en castellano. 

### Parte costumbrista o popular
El segundo acto es la parte más costumbrista o popular. En esta parte Tirisiti hace acto de presencia como personaje. Inicia el acto con el Sereno, un personaje que va dando las horas, seguido de la misa matinal. Continúa con actos costumbristas con la aparición de un personaje alcoyano, Andrés Coloma Sanjuan, conocido como el torero Clásico y con las fiestas de Moros y Cristianos. La obra finaliza con Tirisiti viajando a la luna con el globo de Milá. En este segundo acto se suele incorporar algún acontecimiento ocurrido en el año y que cada año va cambiando. La segunda parte está íntegramente en valenciano y suele incluir refranes y dichos valencianos como Anar de Herodes a Pilatos (Ir de Herodes a Pilatos) o L'amo del comú quan no hi ha ningú (El dueño de lo común cuando no hay nadie; si bien hay un juego de palabras, pues el comú es también otra forma de referirse al retrete).

## Personajes
Los personajes principales de la obra son representados por personas en el acto del Bando Real el 4 de enero. 
- Tirisiti: Es un posadero y personaje principal de la obra. Viste con una barretina. El nombre proviene de la voz que utiliza el actor que lo interpreta con una lengüeta de caña.
- Tereseta: Es la mujer de Tirisiti. Su nombre es la representación femenina de Tirisiti. El actor que utiliza la lengüeta al llamar a Tereseta se le escucha decir "Tirisiti" y de aquí viene el nombre del personaje principal.
- L'Agüelo: Es un anciano que molesta a Tirisiti y que aparece cuando el pueblo acude a misa. El nombre es la forma tradicional de llamar a los "abuelos" en Alcoy.
- Sereno: Es un personaje que representa al antiguo oficio del sereno. Una canción popular está dedicada a este personaje.

El sereno s'ha perdut en la font de la salut, i una agüela l'ha trobat amagat en un forat.

- La Sagrada Familia: Es la representación de María en un burro acompañada de José.
- Pastores: Son las figuras que aparecen para la adoración en el portal.
- Los Reyes Magos: Melchor, Gaspar y Baltasar aparecen montados a caballo.
- La guardia romana: Son tres figuras representando a la guardia romana al final de la parte sacra.
- Clérigos: Están representados el sacerdote, el sacristán y el monaguillo.
- El pueblo: El pueblo se representa yendo a misa matinal, entre los cuales destacan una pareja de hermanas que van completamente de negro llamadas las beatas y la bonica.
- Clásico: Andrés Coloma, torero alcoyano que aparece junto a un toro.
- Filaes de Moros y Cristianos: Existe una representación de cada una de las filaes para la obra. Cada año aparecen las 4 filaes que tienen cargo de capitán y alférez. También aparece San Jorge, y los demás elementos de la fiesta local.